# Civenna
Civenna (lombardul: Scivenna) település Olaszországban, Lombardia régióban, Como megyében.  Civenna Bellagio, Magreglio és Oliveto Lario községekkel határos.

## Népesség
A település lakossága az elmúlt években az alábbi módon változott: